# Kaluđerovići
Kaluđerovići (Servisch cyrillisch Калуђеровци) is een plaats in de Servische gemeente Priboj. De plaats telt 164 inwoners (2002).